# سیارک ۸۱۴

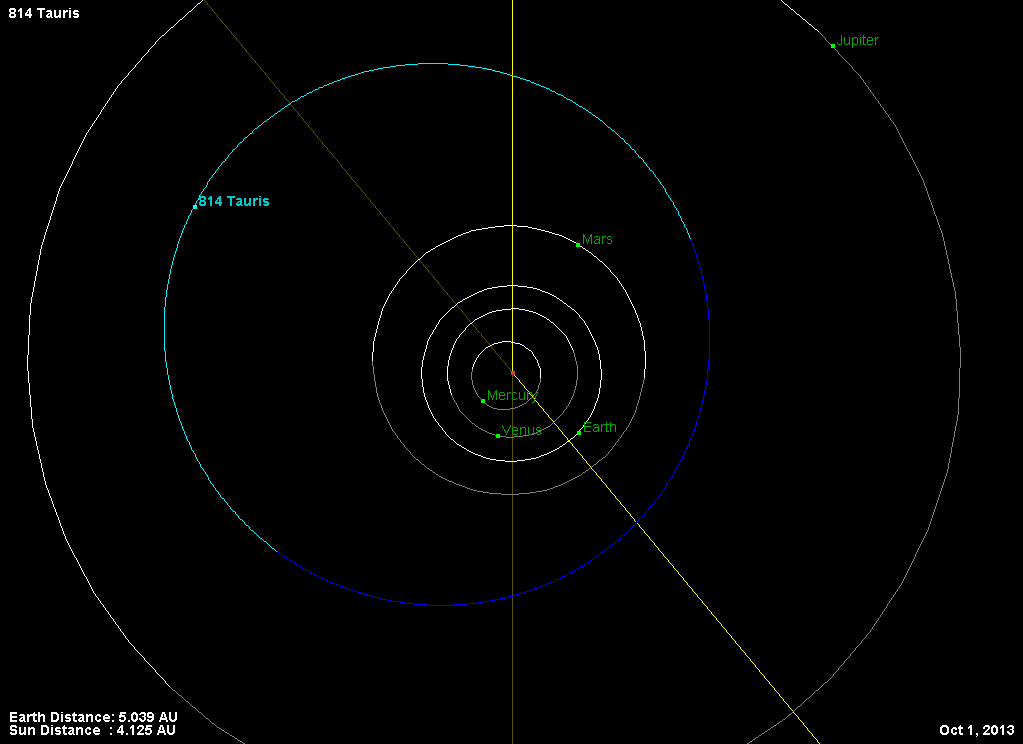
نمایی از محل قرارگیری سیارک ۸۱۴ در مدار – ۲۰۱۳

سیارک ۸۱۴ (به انگلیسی: 814 Tauris، نامگذاری:1916YT) هشتصد و چهاردهمین سیارک کشف شده‌است که در ۲ ژانویه ۱۹۱۶ و در رصدخانه سایمیز کشف شد.
قدر مطلق سیارک برابر ۸٫۷۴ است.